# Obereopsis subobsoleta
Obereopsis subobsoleta là một loài bọ cánh cứng trong họ Cerambycidae.